# IBW Hogeschool
IBW Hogeschool, in externe communicatie ook IBW University of Applied Sciences genoemd, is een Surinaamse private hogeschoolinstelling. IBW is de afkorting van het Instituut voor Bedrijfswetenschappen.
De onderwijsinstelling werd in de jaren 1980 opgericht en leidt op in vakken op economisch, financieel en leidinggevend gebied. De school is geaccrediteerd voor het afgeven van titels op bachelor en – sinds 2017 – masterniveau.
Net als op veel andere particuliere scholen in Suriname, wordt het collegegeld in vreemde valuta betaald. Tijdens de economische terugval van 2016, met daardoor de devaluatie van de Surinaamse dollar, kreeg de instelling te kampen met een halvering van het aantal nieuwe aanmeldingen.